# Lipnice luční
Lipnice luční (Poa pratensis) je jednoděložná rostlina náležící do čeledi lipnicovité (Poaceae). Patří k nejvytrvalejším trávám s pomalým vývojem. Je velmi přizpůsobivá a odolná.

## Popis
Lipnice luční je středně vysoká, výběžkatá bylina. Stéblo dorůstá výšky 20–120 cm. Listová pochva je oblá nebo mírně zmáčklá ze stran, jazýčky jsou krátké, uťaté. Ouška chybějí. Obilky jsou malé a ochmýřené. Čepele listů jsou jasně zelené a mírně lesklé. Středem čepele se táhnou dvě světlejší rýžky. Květy v mnohokvětých kláscích jsou na spodní části plev porostlé dlouhými vlákny, které někdy vypadají jako vlákna pavučiny. Ve spleti těchto vláken často zůstávají viset vypadávající obilky. Květenství je jehlancovitá lata, někdy dost dlouhá, jejíž boční ramena jsou drsná. Má mohutný kořenový systém, který se rozprostírá převážně v povrchové vrstvě půdy (do 10 cm). Lipnice luční se plně vyvíjí až třetím nebo čtvrtým rokem. Brzy na jaře obrůstá a začíná kvést. Kvete od května do začátku srpna.

## Rozšíření
Je rozšířena v mírném pásu celého světa. Je součástí flóry celé Evropy (na sever až po Špicberky). Roste v Severní Americe, severní Asii i v Austrálii. Má určitou expanzivní schopnost, a proto rychle obsazuje v porostu uprázdněná místa. V přírodě roste na sušších, výživných půdách, ale i na okraji lesa, v křovinách, po okrajích cest, od nížin až po polohy na 2000 m. O široké ekologické přizpůsobivosti svědčí i to, že je to jedna z jediných tří cévnatých rostlin (tj. vyšší rostliny vyjma mechorostů) nalezených v Antarktidě (na rozdíl od zbylých dvou tam však byla zavlečena člověkem).

## Využití
V lučním hospodářství má své místo jako stálá komponenta trvalých luk a pastvin, protože poskytuje, zvláště v první polovině vegetační doby, dobrou a vyrovnanou píci. Velice často bývá užívána do směsi pro okrasné trávníky, hřiště a letištní plochy.

## Galerie

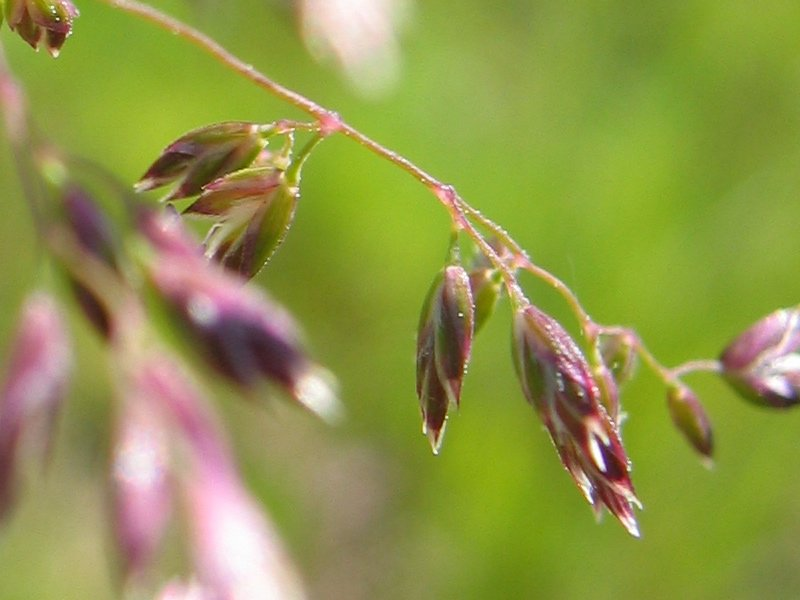
Detail květenství
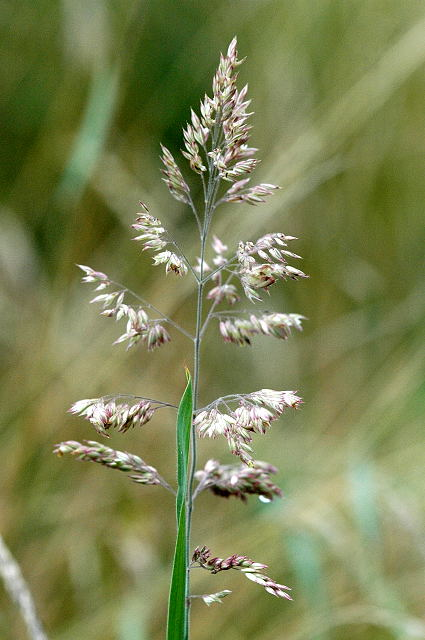
Detail květenství
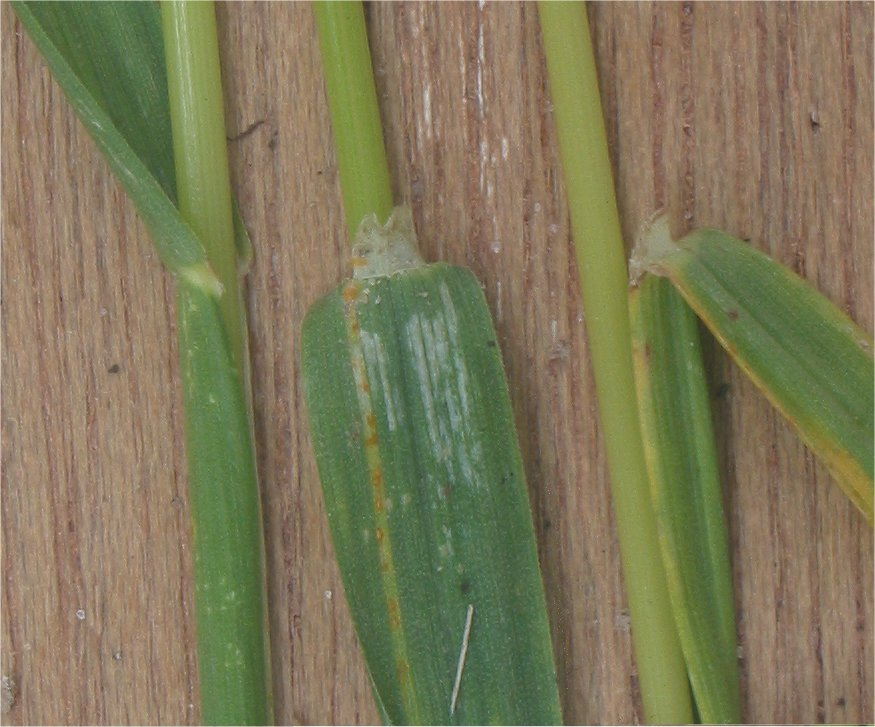
Detail oušek a jazýčku